# Thomas Helwys
Thomas Helwys (Gainsborough, 1575 – Londra, 1616) è stato un predicatore, giurista e teologo inglese, considerato tra i fondatori del movimento delle chiese battiste.

## Biografia
Nasce da una facoltosa famiglia del Nottinghamshire e studia giurisprudenza al Grey's Inn. Si sposa con Joan Ashmore t St. Martin's Church, Bilborough, nel 1595. Hanno sette figli e vivono a Broxtowe Hall. Sviluppando simpatie verso i Puritani fa della propria casa un luogo di incontro e probabilmente ne finanzia la missione.
Sviluppa una forte amicizia con il dissidente religioso John Smyth e con la sua famiglia diventa convinto sostenitore della comunità separatista di Gainsborough (Lincolnshire).
Nel 1608 emigra nei Paesi Bassi con John Smyth e diventa membro della Chiesa separatista ad Amsterdam. Qui, come lo Smyth, si persuade che il Battesimo dei neonati non potesse essere considerato davvero un battesimo secondo l'insegnamento del Nuovo Testamento e chiede di essere battezzato sulla base della sua professione di fede, dallo stesso Smyth. Di conseguenza, quando lui e lo Smyth sono scomuticati ad Amsterdam, da loro nasce la prima chiesa battista.
Nel 1612, sentendo essere suo dovere ritornare in Inghilterra e testimoniarvi della sua fede nonostante la persecuzione, e non intendendo aderire alla comunità mennonita come aveva fatto lo Smyth, ritorna a Londra, dove fonda la prima Chiesa battista generale a Spitalfield, Londra, dove ottiene un grande successo come predicatore.
Helwys ed una dozzina d'altri, cominciano a formulare la prima fra le confessioni di fede battiste. Questa "confessione" diventa i ventisette articoli della "A Declaration of Faith of English People Remaining at Amsterdam in Holland" (Una dichiarazione di fede del popolo inglese rimasto ad Amsterdam nei Paesi Bassi) (1611).
In circa 12 mesi, Helwys scrive tre importanti opere: una difesa dell'Arminianesimo dal titolo: "Breve e chiara prova, dalla parola ed opere di Dio, che il decreto di Dio non è causa d'alcun peccato o condanna dell'uomo; e che tutti gli uomini sono redenti in Cristo; come pure che nessun bambino è condannato"); una polemica che spiega le sue differenze dai Mennoniti e, l'opera più importante: Declaration of the Mystery of Iniquity (Dichiarazione del mistero dell'iniquità) che, scritto e stampato nei Paesi Bassi (1611-1612) contiene la prima grande perorazione di un teologo inglese in favore della tolleranza religiosa ed una negazione del diritto dello Stato di legiferare in materia di religione, cosa che riguarda solo il libero rapporto dell'individuo con Dio. Per Helwys la libertà religiosa è un diritto universale, anche per coloro con i quali è in disaccordo. Scrive un appello al Re Giacomo I in favore della libertà di coscienza e gli manda una copia del suo libro. Quest'opera contiene pure un'interpretazione apocalittica del Papato come pure una critica del Brownismo e del Puritanesimo.
Il re, però, lo fa arrestare ed imprigionare a Newgate, dove muore nel 1616 all'età di 40 anni.